# ニーンドルフ・フリューゲル・ウント・クラヴィアファブリック
ニーンドルフ・フリューゲル・ウント・クラヴィアファブリック（Niendorf Flügel- und Klavierfabrik、ニーンドルフ・グランドピアノ・アップライトピアノ工場）GmbHは、ドイツ、ブランデンブルク州ルッケンヴァルデに所在するピアノ製造会社である。

## 歴史

### 創業と成長

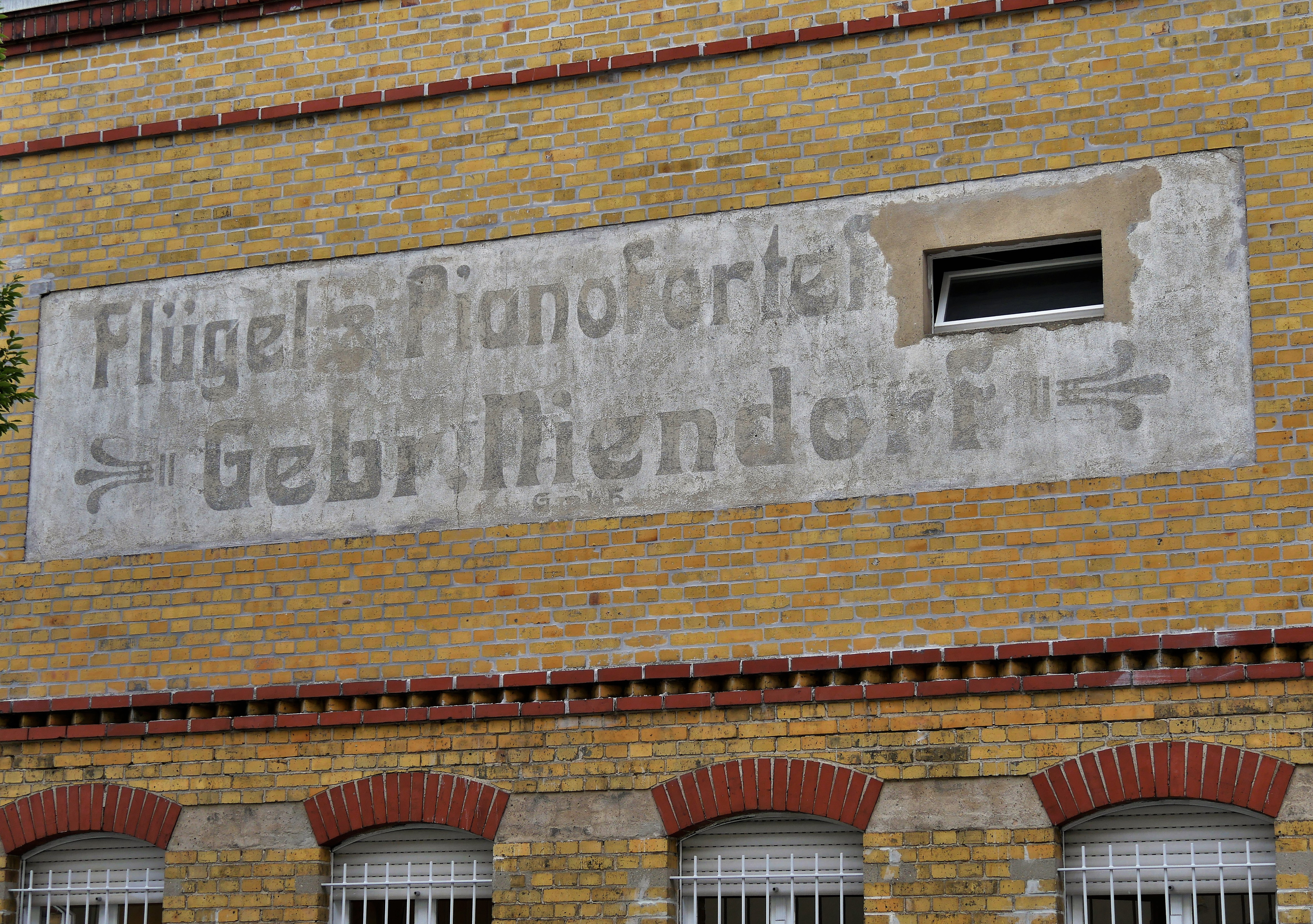
ルッケンヴァルデにある元「Flügel- und Pianofortefabrik Gebr. Niendorf」（ニーンドルフ兄弟グランドピアノおよびピアノ工場）。

ヘルマンとカール・ニーンドルフは1896年にルッケンヴァルデで楽器工場「Niendorf & Hemprich」を創業した。彼らの工場はベビーグランドピアノとサロングランドピアノ、アップライトピアノを専門にした。製品は3割はドイツで、残り7割は世界中（主に南米）で販売された。1900年にブランド名「Gebr. Niendorf（ニーンドルフ兄弟）」が使用されるようになった。
1921年に初代の工場がほぼ完全に焼失したため、会社は1922年に新たに作られたルッケンヴァルデ工業団地に約4万5千平方メートルで新たに営業を始めた。この時に、「Gebr. Niendorf Pianofortefabrik AG 」（ニーンドルフ兄弟ピアノ工場株式会社）が設立された。1929年、ニーンドルフ社は他の名高いドイツのピアノ製造業者と同様に、「Deutsche Piano-Werke AG」（ドイツピアノ工場株式会社）に加盟した。この統合の目的は世界恐慌によってもたらされた困難な経済状況を生き抜くためにいくつかの作業工程を標準化することにあった。Piano-Werke AGの生産拠点はルッケンヴァルデにあり、後にはブラウンシュヴァイクに移った。2年後、ヘルマン・ニーンドルフとマックス・ニーンドルフは協同組合から脱退し、再び「Gebr. Niendorf」を商業登記した。
ナチス時代、ニーンドルフ社は破産を申し立てざるを得なくなった。会社はFa. Riese, Hallmann & Co. に引き受けられ、既によく知られていたGebrüder Niendorfのブランド名は守られた。

### 1945年から1990年
東ドイツの人民公社（VEB）ドイツピアノ組合ライプツィヒの指導の下、Gebr. ニーンドルフは1974年に強制的に国有化された。高品質楽器の生産は続けられ、アメリカ合衆国、アジア、西欧、ソ連へ輸出された。VEBドイツピアノ組合ライプツィヒでは、「Niendorf」、「Hupfeld」、「Gerbstädt」、「Rönisch」、「Zimmermann」、「Steinbach」、「Fuchs & Möhr」、「Alexander Herrmann」ブランドのアップライトピアノおよびグランドピアノが生産された。これらのより小規模の工場は数年のうちに合併された。年間生産数は約3千台にまで増加した。
フォークトラント音楽祭1985の中で、楽器産業の称賛に値する労働者らがドイツ民主共和国（東ドイツ）の楽器製造における優れた業績により名誉表彰を受けた。第2位の賞はVEBドイツピアノ組合ライプツィヒのルッケンヴァルデ支部のピアノ職人、技術者、設計者に共同で授与された。この賞は高品質のZimmermannグランドピアノ・モデル145を開発した功績を表彰したものであった。このグランドピアノはライプツィヒ・メッセでも金メダルを受賞した。

### 1990年から
ドイツ再統一後、1990年代にMärkische Pianofabrikが信託公社として営業を開始し、ニーンドルフブランドの製品を販売した。この会社はすぐにLeipziger Pianofortefabrikによって買収され、それ以降はMärkisches Werk Luckenwaldeという名称で営業した。この時期、50名の労働者がレーニッシュおよびフップフェルトブランドのベビーグランドおよびパーラーグランドピアノを生産した。
1995年にMärkisches Werkは閉鎖が予定されたが、1996年、前従業員と会計責任者のRegina Rotschが会社を買収し、 Rotsch Flügel- und Klavierfabrikの名称で復活させた。不運なことに、最大の顧客であったLeipziger Pianofortefabrikがわずか数カ月後に倒産した。野心を持って、Rotsch Flügel- und Klavierbauはすぐに年間60台を購入する日本の顧客を獲得し、経営を守った。
自身のニーンドルフピアノを設計した1998年、社は営業所も開設し、その一年後にはベルリン・ミッテ区に店を開いた。ニーンドルフ社はピアノ学校も開き、定例の音楽会も開いた。
2000年から2005年まで、会社はRegina Rotschの夫Hennigと彼らの娘Christinaによって経営された。彼らは米国の以前の共同事業者へ楽器を供給した。
2014年、前従業員でピアノ職員のMarkus Ernickeが会社を引き継いだ。2015年からはMade in Germanyのアップライトピアノおよびグランドピアノの生産が再開し、続く数年間で生産数と従業員数は順調に拡大した。

## 楽器
2018年2月現在、23人の従業員によって年間約60台のピアノが製造されている。製品ラインは高さ118および123 cmのアップライトピアノと全長145、172、227、275 cm（2017年9月）のグランドピアノである。ニーンドルフ社は2016年からドイツ起源の部品のみを使用している。